# Jean-Pierre Rampal
Jean-Pierre Louis Rampal (7. januar 1922 – 20. maj 2000) var en fransk fløjtenist. Rampal banede vejen for kommende fløjtenisters solokarriere, idet han skabte opmærksomhed for instrumentet som soloinstrument i lighed med klaver og violin. Han har promoveret flere nyligt skrevne kompositioner såsom Francis Poulencs Sonate for fløjte og klaver.